# ریکی لدو
ریکی لدو (انگلیسی: Ricky Ledo؛ زادهٔ ۱۰ سپتامبر ۱۹۹۲) بازیکن بسکتبال اهل ایالات متحده آمریکا است.

## حرفه
از باشگاه‌هایی که در آن بازی کرده‌است می‌توان به نیویورک نیکس و دالاس ماوریکس اشاره کرد.